# ALCO DH643
Az ALCO DH-643 az amerikai ALCO mozdonygyár C'C' tengelyelrendezésű, 3165 kW teljesítményű dízelmozdonya volt. 1964-ben gyártottak összesen 3 darabot, melyeket már 1973-ban selejteztek is.

## Eredeti üzemeltetők
| Vasúttársaság             | Darabszám | Pályaszám | Megjegyzés           |
| ------------------------- | --------- | --------- | -------------------- |
| Southern Pacific Railroad | 3         | 9018–9020 | átszámozva 9150–9152 |